# Den Ouden Advokaat
Den Ouden Advokaat is een Belgisch ambachtelijk voedingsbedrijf te Ledegem. Het produceert voornamelijk advocaat en ermee verwante producten.

## Achtergrond
Het bedrijf werd in 1995 opgericht. In juni 2015 werd het overgenomen door de familie Vancraeyenest uit Roeselare. Francky Vancraeyenest neemt de commerciële kant en de leiding van het bedrijf over. Eind 2016 werd, wegens gebrek aan uitbreidingsmogelijkheden, beslist om een nieuwe productielocatie te bouwen in Ledegem (West-Vlaanderen). Begin 2018 werd de verhuis van de productie-eenheid een feit.
Het bedrijf heeft een I.F.S.-Food Higher lever-erkenning en exporteert naar andere EU-landen.

## Producten
Den Ouden Advocaat maakt in de eerste plaats advocaat, advocaatpralines en halffabricaten voor de industrie. Zo werden in 2014 8 miljoen advocaatpralines geproduceerd. Aanvullend maakt het bedrijf ook andere chocoladeproducten.
Tot 2013 liet het bedrijf ook de bieren Boerken en Boerinneken brouwen. Deze merken werden in 2013 overgenomen door een ander bedrijf. Ook deze bieren werden en worden geëxporteerd.